# Jordaan (geslacht)
Jordaan is de naam van een van de textielfamilies in Twente.

## Geschiedenis
De stamreeks begint met Johann Jordan die in Duitsland, Niedermeiser (een stadsdeel van Liebenau (Hessen)), vermeld wordt in 1544, 1555 en 1559. Zijn nazaat in de vijfde generatie, Georg Jordan (circa 1660-1726) was burgemeester van Niedermeiser. Diens zoon, Jost Heinrich Jordan (1698-circa 1745), vestigde zich in Haaksbergen, als wever en koopman in linnen. Hij wordt de stamvader van de Nederlandse tak. Zijn nakomelingen gaan een belangrijke rol spelen in zowel het Twentse, Haaksbergse bestuur als in de opbouw van de textielindustrie in de regio.
De familie werd in 1943 opgenomen in het Nederland's Patriciaat.

## Enkele telgen
Georg Jordan (circa 1660-1726), burgemeester van Niedermeiser
- Jost Heinrich Jordan (1698-circa 1745), vestigde zich in Haaksbergen, wever en koopman in linnen
  - Jan Jordaan (1740-1810), fabrikeur en koopman, verwalter-richter en secretaris, gecommitteerde der goedsheeren van de marke Haaksbergen en Honesch
    - Jan Hendrik Jordaan (1773-1834), procureur, verwalter-richter, fiscaal en verwalterdrost van Haaksbergen en Diepenheim, notaris
      - Jan Dinant Jordaan (1802-1860), notaris, erfmarkenrichter van Haaksbergen en Honesch
        - Albert Frederik Wilhelm Jordaan (1848-1906)
          - Eskelina Bernarda Jordaan (1880-1963); trouwde in 1902 Johan Christoffel Tjeenk Willink (1876-1964), lid van de familie Tjeenk Willink, directeur N.V. Uitg. Mij. W.E.J. Tjeenk Willink, voorzitter Nederlandsche Uitgeversbond

      - Alberdina Hendrika Maria Jordaan (1806-1886); trouwde in 1823 Johann Friedrich Wilhelm Schulten (1797-1857), lid fa. J.F.W. Schulten, textielfabrieken te Haaksbergen

    - Albertus Jordaan (1775-1819), fabrikeur en koopman
    - Derk Jordaan (1781-1876), fabrikeur en oprichter fa. D. Jordaan & Zn., textielfabrieken te Haaksbergen
      - Jan Jordaan (1816-1883), directeur Enschedesche Katoenspinnerij
        - Julia Bernardina Jordaan (1850-1931); trouwde in 1873 Gijs Willem Scholten (1849-1930), lid fa. J.F. Scholten & Zn., textielfabrieken

      - Hendrik Jordaan (1820-1912), lid fa. D. Jordaan & Zn., textielfabrieken
        - Johannes Gijsbertus Jordaan (1852-1892), lid fa. D. Jordaan & Zn., textielfabrieken
        - Derk Bernard Herman Jordaan (1854-1925), lid fa. D. Jordaan & Zn., textielfabrieken
          - Jan Gerhard Hendrik Jordaan (1888-1951), directeur N.V. D. Jordaan en Zonen’s Textielfabrieken
            - Han Jordaan (1918-1945), actief in het verzet, door het nazi-regime vermoord

          - Johannes Gijsbertus Jordaan (1896-1964), directeur N.V. D. Jordaan en Zonen’s Textielfabrieken
          - Hendrik Willem Jordaan (1899-1995), directeur N.V. D. Jordaan en Zonen’s Textielfabrieken

        - Anna Geertruida Jordaan (1860-1897); trouwde in 1884 Gerrit Willem Hoogklimmer (1848-1926), burgemeester en secretaris van Denekamp

      - Willem Hendrik Jordaan (1828-1902), lid fa. D. Jordaan & Zn., eigenaar van Groot Scholtenhagen
      - Fredrik Johan Jordaan (1835-1907), lid fa. D. Jordaan & Zn., textielfabrieken

Geslachten die opgenomen zijn in het sinds 1910 verschijnende genealogische naslagwerk Nederland's Patriciaat. Lijst volgens opgave van het CBG Centrum voor familiegeschiedenis.
A · B · C · D · E · F · G · H · I · J · K · L · M · N · O · P · Q · R · S · T · U · V · W · Y · Z